# Consell General Basc
El Consell General Basc (en basc, Eusko Kontseilu Nagusia) va ser l'òrgan preautonòmic del País Basc, que va existir entre gener de 1978 i abril de 1980, quan una vegada aprovat l'estatut d'autonomia del País Basc i realitzades les eleccions al Parlament Basc de 1980, es va formar el primer Govern Basc després de l'arribada de la democràcia a Espanya.

## Antecedents
Pel maig de 1977 diverses forces polítiques basques (Partit Nacionalista Basc, PSE-PSOE, ESEI, EPK-PCE, Democràcia Cristiana Basca i ANB) van signar el «Compromís Autonòmic», on s'acordava que fossin els parlamentaris bascos i navarresos sortits de les eleccions constituents que redactessin el futur estatut d'autonomia. Després de la celebració de les eleccions, a les quals diversos dels partits signants del Compromís (PNB, PSE-PSOE i ESEI) van concórrer amb una llista comuna, el Front Autonòmic, al Senat, es va constituir l'Assemblea de Parlamentaris Bascos (19 de juny de 1977), en la qual es van integrar tots els diputats i senadors electes a les quatre províncies, llevat dels parlamentaris navarresos de la Unió de Centre Democràtic (tres diputats i tres senadors en la província, del total de cinc i quatre parlamentaris respectivament, que s'oposaven a la integració de Navarra en una autonomia conjunta.

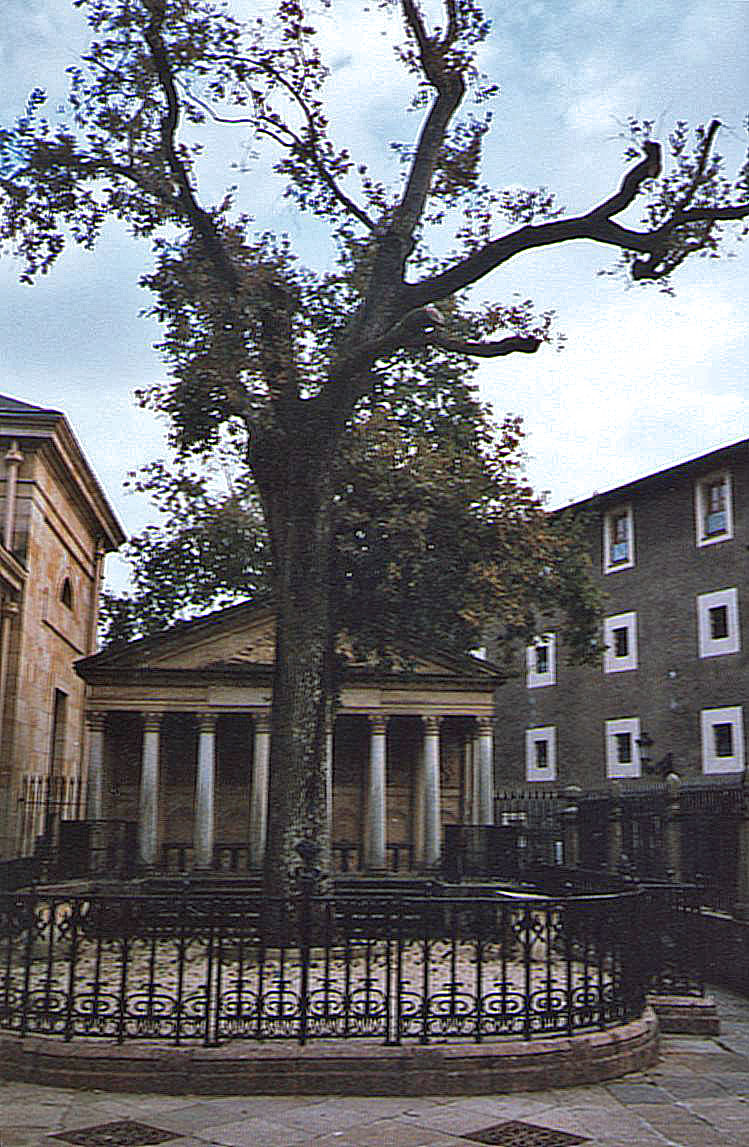
Casa de Juntes de Guernica, on es va constituir l'Assemblea de Parlamentaris Bascos el 19 de juny de 1977 (roure de Guernica en primer pla).

El Govern d'Adolfo Suárez no va voler abordar la concessió d'autonomia per al País Basc i Catalunya abans de l'aprovació de la Constitució, pel que va proposar uns règims preautonòmics per a tot Espanya, a fi d'assentar el futur Estat autonòmic, rebent ja la transferència d'algunes competències. Al llarg de diversos mesos, l'Assemblea de Parlamentaris va treballar en un projecte preautonòmic, que havia de ser aprovat per l'Assemblea i acceptat pel govern.
L'esborrany del projecte ("Projecte de Decret-Llei de Règim Transitori Preautonòmic per al País Basc"), consensuat pel PSE-PSOE i el PNB, va ser aprovat per l'Assemblea el 17 de setembre de 1977. No obstant això, va quedar a l'espera de la negociació del mateix amb el govern. Diversos esculls van aparèixer en aquesta negociació, sent el més important la qüestió de Navarra, on la UCD havia obtingut la majoria dels representants parlamentaris. La qüestió es va resoldre en acceptar la UCD la possibilitat d'incorporació de Navarra a l'òrgan preautonòmic quatriprovincial, deixant-la en mans de l'òrgan foral corresponent, al mateix temps que el PNB accedia a la necessitat de realització d'un referèndum perquè aquesta incorporació, si la decidís l'òrgan corresponent, fos definitiva.
Així, el Govern, mitjançant un decret llei promulgat el 4 de gener de 1978, va crear el Consell General Basc (CGV) com a institució preautonòmica basca, tot just tres mesos després d'haver restaurat la Generalitat de Catalunya (29 de setembre de 1977). El decret preveia que les quatre províncies basques poguessin adherir-se al Consell (i formar part així de la preautonomia, el que seria el primer pas per a una autonomia quatriprovincial). La decisió per a unir-se al Consell es feia recaure, en primera instància, als diputats i senadors escollits a cada província, i de forma definitiva, mitjançant decisió de les Juntes Generals, en el cas de les províncies basques, i de l'òrgan foral corresponent (el qual, segons altre decret llei promulgat aquest dia., seria acordat pel govern i la Diputació Foral de Navarra posteriorment). Les normes d'elecció per a aquests òrgans serien fixades un any després, després de l'aprovació de la Constitució, mitjançant reials decrets el 26 de gener de 1979. (en el cas de Navarra, es va determinar quin seria l'òrgan foral competent per a sol·licitar la incorporació al Consell General Basc, el Parlament de Navarra i la manera d'elecció, i les primeres eleccions a les Juntes Generals i al Parlament de Navarra es van fer coincidir amb les eleccions municipals de 1979. Els parlamentaris d'Àlaba, Guipúscoa i Biscaia van acordar que les seves províncies s'unissin al Consell General. Els de Navarra van decidir el contrari.

## Funcions i composició
D'acord amb el Reial decret pel qual es creava el Consell (oficialment Consell General del País Basc), aquest estava compost per: 
1. Un president, amb funcions representives
2. El ple, convertit en "govern provisional" amb funcions merament gestores.

No es preveu la transferència de cap transferència concreta. Així el Consell seria merament executiu. Els assumptes més importants que va tractar el Consell foren:
1. El Concert Econòmic, creant-se comissions mixtes per a l'estudi de propostes a remetre al Govern central.
2. La qüestió de Navarra.
3. El projecte d'Estatut d'Autonomia del País Basc.[11]

## Constitució del Consell General Basc

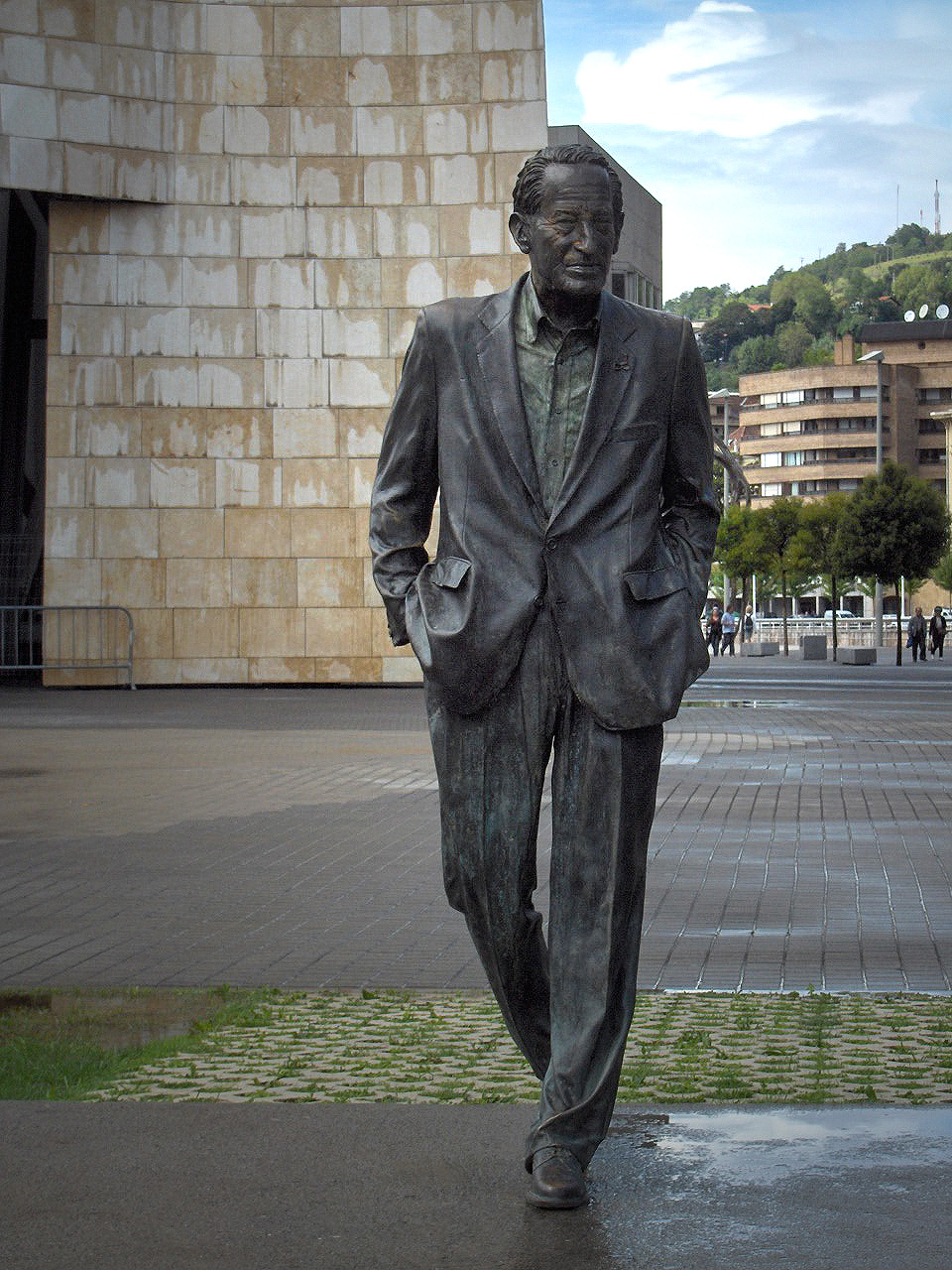
Estàtua de Ramón Rubial, primer Lehendakari del Consell General Basc. Conjunt escultòric de Casto Solano, al costat del museu Guggenheim de Bilbao